# Claude Bastian
Claude-Marie Bastian, italianizzato come Claudio Bastian (Frangy, 15 aprile 1799 – Vichy, 21 agosto 1872), è stato un politico e proprietario fondiario francese.

## Biografia

### Origini e famiglia
Claude-Marie Pie Amédée Bastian nacque il 15 aprile 1799 (26 germinale dell'anno VII), a Frangy, una città allora compresa nel dipartimento del Lemano. Il ducato di Savoia era stato annesso dalla Francia rivoluzionaria con il decreto del 27 novembre 1792. Era figlio di Claude-François Bastian (1764-1838), che fu deputato del Mont-Blanc durante i cento giorni, e di Hélène Chaumontet, figlia dell'avvocato del Senato di Savoia François-Marie Chaumontet.
Apparteneva a un ramo di una famiglia di notabili, la famiglia Bastian, originaria di Boneville che aveva avuto dei problemi giudiziari ad Annecy prima di trasferirsi nel Genevese Anche il cugino François-Marie Bastian (1790-1855), fu deputato al parlamento del Regno di Sardegna, per i collegi di Bonneville e di Taninges.
Si sposò con Georgine de Pelly nel 1824. Ebbero cinque figli, tra cui Claude-François (1825-1890).

### Carriera politica
Proprietario fondario, era considerato come uno dei più importanti del Genevese. Ereditò la maggior parte dei beni che il padre aveva ottenuto nel corso dell'occupazione francese del ducato.
Fu nominato sindaco di Frangy, oltre che consigliere della provincia del Genevese, all'indomani della restaurazione del Ducato di Savoia nel 1815.
La promulgazione dello Statuto Albertino nel 1848 aprì nuove prospettive politiche e la Savoia partecipò a questi cambiamenti con l'invio dei rappresentanti al parlamento del Regno di Sardegna a Torino. Claude-Marie Bastian fu scelto il 19 novembre 1848, da parte nel collegio di Saint-Julien per rappresentare la Savoia alla I legislatura del Regno di Sardegna, succedette a Raymond d'Humilly de Serraval che, eletto nell'aprile 1848, si era dimesso il 28 ottobre dello stesso anno.
Si candidò, ma senza successo, alle successive elezioni, tenutesi nel 1849 per la II, III e IV legislatura, sempre nel collegio di Saint-Julien.
Al momento del dibattito per l'avvenire della Savoia nel 1859, si dichiarò favorevole all'unione della Savoia alla Francia del Secondo impero. In particolare era a favore dell'estensione della zona franca al Chiablese e al Faucigny (cf. trattato di Torino del 1816). Era anche componente della delegazione di 41 savoiardi guidata dal conte Amédée Greyfié de Bellecombe che doveva incontrare l'imperatore Napoleone III.
All'indomani dell'annessione, diventò sindaco di Frangy (1860-1871) oltre che consigliere generale del Cantone di Frangy (1861-1872).
Fu nominato cavaliere della Legion d'onore (marzo 1864) In precedenza era stato nominato, nel 1850, cavaliere dell'ordine dei Santi Maurizio e Lazzaro.
Claude-Marie Bastian morì il 21 agosto 1872, a Vichy.